# Hino de Belém
Hino de Belém é uma composição de Luiz Pardal e Eduardo Neves, apresentada oficialmente na solenidade especial em homenagem aos 391 anos de Belém.

## História
A prefeitura criou um concurso onde qualquer um podia participar desde que apresentasse letra e melodia inéditas sobre a capital do Pará. A seleção foi feita por um júri especializado e a ideia da prefeitura foi de apresentar o novo hino e presentear os belenenses durante o aniversário da cidade, em 12 de janeiro de 2007, quando Belém completou seus 391 anos de idade. Os vencedores foram Eduardo Neves (letra) e Luiz Pardal (música).